# Landschaftsschutzgebiet Röhrtal nördlich Hachen
Das Landschaftsschutzgebiet Röhrtal nördlich Hachen mit 15 ha Flächengröße liegt nordöstlich Hachen im Stadtgebiet von Sundern im Hochsauerlandkreis. Es wurde 1993 mit dem Landschaftsplan Sundern durch den Kreistag des Hochsauerlandkreises erstmals mit dem Namen Landschaftsschutzgebiet Röhrtal nördlich von Hachen als Landschaftsschutzgebiet (LSG) mit einer Flächengröße von 26,15 ha ausgewiesen. Bei der Neuaufstellung des Landschaftsplanes Sundern wurde es als Landschaftsschutzgebiet vom Typ C, Wiesentäler und bedeutsames Extensivgrünland, erneut ausgewiesen und deutlich verkleinert. Das LSG grenzt direkt an Hellefeld und gehört zum Naturpark Sauerland-Rothaargebirge. Es besteht aus drei Teilflächen zwischen der Röhrtalbahn und der Bundesstraße 229. Der Weiler Reigern liegt mitten im LSG. Östlich grenzt die dortige Kläranlage an. Das LSG geht im Osten bis an die Stadtgrenze.

## Beschreibung
Das LSG umfasst Grünlandflächen im Talaue der Röhr. Die einbezogenen Böschungen der südlichen Teilfläche sind gut strukturiert und mit Laubholz bewachsen.

## Schutzzweck
Die Ausweisung erfolgte zur Sicherung und Erhaltung der natürlichen Erholungseignung und der Leistungsfähigkeit des Naturhaushaltes gegenüber den vielfältigen zivilisatorischen Ansprüchen an Natur und Landschaft. Das LSG dient der Ergänzung bzw. Pufferzonenfunktion der strenger geschützten Teile dieses Plangebietes durch den Schutz ihrer Umgebung vor Einwirkungen, die den herausragenden Wert dieser Naturschutzgebiete und Schutzobjekte mindern könnten und Sicherung der Kohärenz und Umsetzung des europäischen Schutzgebietssystems Natura 2000.

## Rechtliche Vorschriften
Wie in den anderen Landschaftsschutzgebieten vom Typ C im Stadtgebiet besteht im LSG ein Verbot, Bauwerke zu errichten. Vom Verbot ausgenommen sind Bauvorhaben für Gartenbaubetriebe, Land- und Forstwirtschaft. Die Untere Naturschutzbehörde kann Ausnahme-Genehmigungen für Bauten aller Art erteilen. Wie in den anderen Landschaftsschutzgebieten vom Typ B in Sundern besteht im LSG ein Verbot der Erstaufforstung und Weihnachtsbaum-, Schmuckreisig- und Baumschul-Kulturen anzulegen. Grünland und Grünlandbrachen dürfen nicht in Acker oder andere Nutzungen umgewandelt werden.